# توکاخندان گونه‌گون
توکاخندان گونه‌گون (نام علمی: Garrulax variegatus) نام یک گونه از راسته گنجشک‌سانان است.